# Noorda unipunctalis
Noorda unipunctalis is een vlinder uit de familie grasmotten (Crambidae). De wetenschappelijke naam van deze soort is voor het eerst gepubliceerd in 1963 door Hans Georg Amsel.
De soort komt voor in Ethiopië.